# Tephrina munda
Tephrina munda là một loài bướm đêm trong họ Geometridae.